# Роккаверано
Роккаверано (італ. Roccaverano, п'єм. Rocavran) — муніципалітет в Італії, у регіоні П'ємонт,  провінція Асті.
Роккаверано розташоване на відстані близько 460 км на північний захід від Рима, 70 км на південний схід від Турина, 35 км на південь від Асті.
Населення — 409 осіб (2014).
Щорічний фестиваль відбувається 25 березня. Покровитель — Maria Santissima Annunziata.

## Демографія
Населення за роками:

Станом на 1 січня 2023 року в муніципалітеті офіційно проживали 44 іноземці з 12 країн, серед них 20 громадян країн Євросоюзу та 1 громадянин України.

## Сусідні муніципалітети
- Буббіо
- Чессоле
- Деніче
- Лоаццоло
- Момбальдоне
- Монастеро-Борміда
- Ольмо-Джентіле
- Сан-Джорджо-Скарампі
- Сероле
- Спіньо-Монферрато
- Везіме